# الله‌آباد علیا (جیرفت)
الله‌آباد علیا روستایی در دهستان حسین‌آباد بخش اسماعیلی شهرستان جیرفت استان کرمان ایران است.

## جمعیت
بر پایه سرشماری عمومی نفوس و مسکن در سال ۱۳۹۵ جمعیت این مکان ۱٬۲۳۱ نفر (۳۴۸خانوار) بوده‌است.